# Moydans
Moydans é uma comuna francesa na região administrativa da Provença-Alpes-Costa Azul, no departamento de Altos-Alpes. Estende-se por uma área de 10,51 km². Em 2010 a comuna tinha 45 habitantes (densidade: 4,3 hab./km²).